# Gia đình là số 1
Gia đình là số 1 là một bộ phim truyền hình Việt Nam thuộc thể loại hài kịch tình huống (sitcom) được làm lại từ bộ phim cùng tên phiên bản Hàn Quốc Gia đình là số một. Đây là bộ phim sitcom mở màn cho khung "giờ vàng phim Việt mới" trên kênh HTV7, phát sóng từ ngày 16 tháng 1 năm 2017 đến hết ngày 9 tháng 2 năm 2018.

## Nội dung
Nội dung Gia đình là số 1 của Việt Nam xoay quanh cuộc sống gia đình 3 thế hệ đầy ắp tiếng cười của gia đình ông Đức Nghĩa. Những tình huống vui nhộn, thú vị nhưng mang đến những thông điệp gia đình ý nghĩa do các nhân vật thể hiện. Mỗi nhân vật đều mang những tính cách và có những câu chuyện rất riêng tạo nên sự mới lạ cho bộ phim.

## Diễn viên
| Diễn viên                | Vai diễn                                                          | Quan hệ | Tính cách |
| ------------------------ | ----------------------------------------------------------------- | --- | --- |
| NSND Việt Anh            | Ông Nguyễn Đức Nghĩa (68 tuổi)                                    | Chủ nhà, chồng bà Bé Năm, ba Đức Phúc và Đức Hạnh; ông nội của Cu Bo, Đức Minh, Đức Mẫn; bố chồng Hoàng Anh và Kim Chi. | Là bác sĩ châm cứu Đông Y. Tuy là viện trưởng và là người có học vấn nhưng vì đã quá tuổi về hưu nên trình độ của ông không giỏi như cô con dâu, thường xuyên ngủ gật ở phòng làm việc vì không có bệnh nhân. Ông là người cha nóng tính, đôi khi hài hước và dễ thương. Một trong các tật xấu của ông Đức Nghĩa là nói lái chữ một cách vui nhộn và thú vị. |
| Phi Phụng                | Bà Nguyễn Thị Bé Năm (65 tuổi)                                    | Vợ ông Đức Nghĩa; mẹ Đức Phúc và Đức Hạnh; bà nội của Cu Bo, Đức Minh, Đức Mẫn; mẹ chồng Hoàng Anh và Kim Chi. | Bà là người rất khỏe, ăn rất nhiều nên bà bị bệnh khó tiêu. Bà thường bị đứa con dâu Hoàng Anh và ông Đức Nghĩa chỉnh đốn nên rất hay tủi thân. Bà là nội trợ trong nhà nên luôn bị mọi người đổ hết mọi công việc nhà cho bà. Có lần, Đức Minh và Đức Mẫn phát hiện nồi cá kho khét, nhưng hai người không chịu tắt lửa, bà hốt hoảng xuống bếp và tắt lửa luôn, vì bất cẩn nên bà bị chiếc nắp nồi rớt trúng bàn chân.                                                                                            |
| Tiến Luật                | Nguyễn Đức Hạnh (43 tuổi)                                         | Con trai trưởng của ông Đức Nghĩa và bà Bé Năm; chồng Hoàng Anh; anh ruột của Đức Phúc; ba Đức Minh và Đức Mẫn; bác của Cu Bo, anh chồng của Kim Chi. | Anh là người ăn nhiều cũng không kém gì mẹ mình (nhưng bà Bé Năm không tham ăn tục uống như anh), vì ăn quá nhiều nên anh thường hay đánh rắm. Anh rất sợ vợ trong mọi hoàn cảnh, nhưng anh rất yêu thương gia đình và anh "cưng" nhất là Đức Mẫn - đứa con quý tử thứ hai. Cuối phim, Đức Hạnh trở nên vô cùng giàu có và quyền lực nhờ việc chứng khoán |
| Thu Trang                | Vũ Hoàng Anh (43 tuổi)                                            | Con dâu của ông Đức Nghĩa và bà Bé Năm; vợ Đức Hạnh; chị dâu của Đức Phúc và Kim Chi; mẹ Đức Minh và Đức Mẫn; bác của Cu Bo. | Cô đã đưa phòng khám Đông Y lên nền phát triển khi sắp phá sản. Cô là người quyền lực nhất nhà. Cô rất "cưng" đứa con quý tử trưởng là Đức Minh. Cô thường hay nói chữ "OK" khiến cả nhà cũng phải nghe theo. |
| Quang Tuấn               | Nguyễn Đức Phúc (29 tuổi)                                         | Con trai út của ông Đức Nghĩa và bà Bé Năm; em ruột của Đức Hạnh; ba của Cu Bo; chồng của Kim Chi; chú của Đức Minh và Đức Mẫn | Là người con trai út được sinh sau đẻ muộn khi ông Đức Nghĩa đã vào độ tuổi tứ tuần. Anh là giáo viên dạy thể dục. Chỉ vì bất chấp ly hôn vợ mà ông Nghĩa đã tuyên bố là cấm cho anh vào nhà. Anh lén trốn và sống tại nhà kho của nhà ông. Mãi đến sau này bà Bé Năm thuyết phục thì ông Nghĩa mới chấp nhận cho anh vào nhà. Về sau, anh và Kim Chi quay trở về với nhau và có thêm một cô con gái. |
| Sam                      | Trần Kim Chi (22 tuổi)                                            | Con dâu của ông Đức Nghĩa và bà Bé Năm; vợ của Đức Phúc; thím của Đức Minh và Đức Mẫn; mẹ của Cu Bo; em dâu của Đức Hạnh và Hoàng Anh. | Cô có ước mơ thành nhà soạn nhạc. Cô là người thuộc dạng năng động và nhí nhảnh. Khi sang Singapore thực hiện ước mơ, cô đã bị một tên lưu manh lừa tiền nên buộc phải về nước. Hai người hòa thuận và sinh thêm một người con. |
| Phát La                  | Nguyễn Đức Minh (18 tuổi)                                         | Cháu đích tôn của ông Đức Nghĩa và bà Bé Năm; cháu của Đức Phúc; anh cả của Đức Mẫn; con cả của Hoàng Anh và Đức Hạnh; bạn thân của Kim Long; chồng tương lai của Yumi. | Anh rất thông minh và xảo quyệt nhưng bị đứa em của mình là Đức Mẫn ăn hiếp và anh rất thích Yumi. Vì bản chất thông minh nên anh là lớp trưởng và học rất giỏi. |
| Gin Tuấn Kiệt            | Nguyễn Đức Mẫn (17 tuổi)                                          | Cháu trai của ông Đức Nghĩa và bà Bé Năm; cháu của Đức Phúc; em út của Đức Minh; con út của Hoàng Anh và Đức Hạnh | Anh đc cho đi học sớm một năm, hồi tiểu học anh học rất giỏi nhưng một ngày nọ cậu và Đức Hạnh đang ăn chuối chiên thì vô tình cậu thấy đc cảnh bắt cướp và bây giờ cậu rất nghịch ngợm, năng động và hoạt bát. Trong số các môn thể thao thì môn yêu thích của anh là bóng rổ. Anh cũng rất mê xe mô tô và thường lén lút mượn xe của bạn để chạy và đi sử dụng bạo lực, thường xuyên bỏ học nên bị 3 mặt 1 lời trước mặt bố mẹ và chú. Ngoài ra, anh luôn dành tình cảm của mình cho cô giáo chủ nhiệm Diệu Hiền. |
| Diệu Nhi                 | Lê Diệu Hiền (22 tuổi)                                            | cô giáo chủ nhiệm của Đức Minh và Đức Mẫn; bạn cùng nhà của Kim Chi; người yêu của Đức Phúc | Là cô giáo chủ nhiệm lớp 12A4 của Minh và Mẫn, là bạn của Kim Chi và từng là người yêu của Đức Phúc. Cô thường là người đứng giữa các cuộc tranh cãi của Kim Chi và Đức Phúc. |
| Anh Tú Atus              | Nguyễn Kim Long (18 tuổi)                                         | Bạn thân của Đức Minh | Là bạn thân của Đức Minh, dành thời gian thường xuyên sinh hoạt tại nhà ông Đức Nghĩa. |
| Thiên Nga                | Yumi (Nguyễn Thị Nụ) (18 tuổi-tuổi đi học) -(21 tuổi (tuổi thật)) | Vợ về sau của Đức Minh | Cô là người đã hớp hồn cả hai anh em Đức Minh và Đức Mẫn trong lần gặp nhau đầu tiên và từ đó cô và gia đình Minh-Mẫn có mối quan hệ thân thiết. Bố cô liên quan đến đường dây xã hội đen nên bị bắn chết. |
| Bé Bảo Bold              | Cu Bo (Nguyễn Đức Quân) (1 tuổi)                                  | Cháu trai của Hoàng Anh và Đức Hạnh; con ruột của Đức Phúc và Kim Chi. | Là người em nhỏ nhất trong gia đình 3 thế hệ, rất nghịch ngợm và có quyết tâm là làm nghề nhà tâm lý học (khi lớn lên). Là con trai cả của Kim Chi và Đức Phúc. |
| Huỳnh Ngọc Lan (Lan Mập) | Bà Nguyễn Thị Mai (43 tuổi)                                       | Mẹ của Yumi | Là bạn thân của Hoàng Anh, mẹ của Yumi, cô rất yêu cô con gái Yumi. Do phát hiện người đã sát hại chồng mình nên cô cũng bị thủ tiêu để bịt đầu mối. |
| Huỳnh Quý                | Phan Phú Quý (18 tuổi)                                            | Bạn thân của Đức Mẫn, nguyên ban đầu là bạn thân của Đan Vũ (kẻ thù không đội trời chung của Đức Mẫn), thường xuyên cấu kết với Vũ để cà khịa, trêu chọc và đánh nhau với Mẫn. Sau này khi được Đức Mẫn cứu khỏi đám giang hồ của Vũ thì từ đó, cậu luôn bám theo Mẫn và tự nhận là rất thân với Đức Mẫn | Một cậu học sinh cấp 3 thích rap, cực kỳ lí lắc và đôi khi cũng hậu đậu vụng về. |
| Đào Vân Anh              | Bà Quýt (45 tuổi)                                                 | Mẹ của Kim Long | Có tính ăn chực giống con trai |

## Sản xuất
Bắt đầu ghi hình từ ngày 4 tháng 11 năm 2016, Gia đình là số 1 có thể được xem là series sitcom được đầu tư với quy mô lớn nhất và dài hơi nhất từ trước đến nay với kinh phí sản xuất gần 250 triệu đồng cho 1 tập phim 30 phút và tổng kinh phí cho 208 tập lên đến gần 50 tỷ đồng.

## Thị phần khán giả
Nguồn: VIETNAM-TAM Rating
| Ngày phát sóng | Tập | Hà Nội  | Hồ Chí Minh |
| -------------- | --- | ------- | ----------- |
| 18/01/2017     | 001 | (<1.67) | (<2.94)     |
| 19/01/2017     | 002 | (<2.74) | 3.09        |
| 23/01/2017     | 003 | (<2.80) | (<3.23)     |
| 24/01/2017     | 004 | (<3.07) | 3.66        |
| 25/01/2017     | 005 | (<2.67) | 6.38        |
| 26/01/2017     | 006 | (<1.97) | (<3.27)     |
| 30/01/2017     | 007 | (<1.60) | 3.86        |
| 31/01/2017     | 008 | (<2.88) | (<3.16)     |
| 01/02/2017     | 009 | (<2.15) | 5.70        |
| 02/02/2017     | 010 | (<2.84) | 7.12        |
| 06/02/2017     | 011 | (<2.30) | 4.71        |
| 07/02/2017     | 012 | (<2.63) | 4.49        |
| 08/02/2017     | 013 | (<2.12) | 6.50        |
| 09/02/2017     | 014 | (<2.13) | 6.27        |
| 13/02/2017     | 015 | (<2.92) | 4.88        |
| 14/02/2017     | 016 | (<2.34) | 4.02        |
| 15/02/2017     | 017 | (<2.45) | 7.18        |
| 16/02/2017     | 018 | (<2.85) | 5.12        |
| 20/02/2017     | 019 | (<2.43) | 5.76        |
| 21/02/2017     | 020 | (<2.46) | 4.26        |
| 22/02/2017     | 021 | (<2.62) | 5.20        |
| 23/02/2017     | 022 | (<3.17) | 4.25        |
| 27/02/2017     | 023 | (<2.54) | 5.69        |
| 28/02/2017     | 024 | (<2.48) | 3.89        |
| 01/03/2017     | 025 | (<2.93) | 5.05        |
| 02/03/2017     | 026 | (<2.53) | 6.91        |
| 06/03/2017     | 027 | (<2.61) | 4.58        |
| 07/03/2017     | 028 | (<2.69) | 7.55        |
| 08/03/2017     | 029 | (<2.22) | 5.87        |
| 09/03/2017     | 030 | (<2.53) | 8.01        |
| 13/03/2017     | 031 | (<2.79) | 3.59        |
| 14/03/2017     | 032 | (<3.20) | 4.79        |
| 15/03/2017     | 033 | (<2.14) | 3.65        |
| 16/03/2017     | 034 | (<2.11) | 4.51        |
| 20/03/2017     | 035 | (<2.36) | 5.36        |
| 21/03/2017     | 036 | (<2.04) | 5.60        |
| 22/03/2017     | 037 | (<1.92) | 5.25        |
| 23/03/2017     | 038 | (<2.27) | 4.68        |
| 28/03/2017     | 039 |         |             |

## Giải thưởng
| Năm  | Giải thưởng     | Hạng mục                 | (Người) đề cử | Kết quả | Tham khảo |
| ---- | --------------- | ------------------------ | ------------- | ------- | --------- |
| 2017 | Giải Mai Vàng   | Diễn viên hài            | Diệu Nhi      | Đề cử   | [ 4 ]     |
| 2017 | WeChoice Awards | Phim truyền hình của năm | —             | Đề cử   | [ 5 ]     |